# Dicranoloma falklandicum
Dicranoloma falklandicum là một loài Rêu trong họ Dicranaceae. Loài này được (Cardot) Broth. mô tả khoa học đầu tiên năm 1909.